# Jan Ciglenečki
Jan Ciglenečki, slovenski filozof, * 23. september 1980 Šempeter pri Gorici.
Ciglenečki se ukvarja predvsem z zgodovino antične in srednjeveške filozofije.

## Življenje

### Družina
Njegov oče, Slavko Ciglenečki, je arheolog, njegova mati, Vlasta Kuštrle Ciglenečki, pa pedagogonja. Ima tudi sestro, Živo Ciglenečki, ki je violinistka.

### Izobrazba
Obiskoval je osnovno šolo in gimnazijo v Ljubljani. Leta 1999 se je vpisal na študij filozofije in germanistike na Filozofski fakulteti Univerze v Ljubljani (FF UL), kjer je leta 2005 tudi diplomiral. V času devetletnega doktorskega študija se je izpopolnjeval na več univerzah v različnih državah. Začel je na Teološki fakulteti v Beogradu, nato na Univerzi Ludwiga Maximiliana v Münchenu, potem na Université Paris-Sorbonne IV in École normale supérieure v Parizu in tudi na Univerzi v Nikoziji na Cipru ter nazadnje še v Kairu, Egipt. Leta 2014 je na oddelku za filozofijo FF UL doktoriral z disertacijo Ontologija in eshatologija v zgodnji grški misli (objavljeno kot: Pozabljeni temenos : ontologija in eshatologija v arhaični grški misli, Ljubljana, 2015).

### Delovanje
Ciglenečki se primarno ukvarja z antično in srednjeveško filozofijo na področjih znanstveno-raziskovalnega in pedagoškega dela, kot tudi prevajanja. Bolj poglobljeno se posveča obdobju patristike, oziroma natančneje različnim vidikom duhovne zgodovine ortodoksnega (puščavništvo in meništvo) in heterodoksnega krščanstva v Egiptu. Ukvarja se tudi z azijsko filozofijo, posebno meditativno prakso znotraj budističnih in jogijskih tradicij.

## Delo
-Arhaična grška misel v dialogu z eksistencialno-fenomenološko psihiatrijo, Začetki grškega mišljenja, Ljubljana, 2017, 273–303 (soavtor Borut Škodlar). ---
-Discipline filosofiche (Torino), 27, 2017, št. 1, 189–200 (soavtor Borut Škodlar). ---
-Kenotična književnost in vprašanje sebstva : Dionizij Areopagit in Janez Klimak, v Literatura in evropska duhovna izročila = Literature and the European spiritual traditions, Ljubljana, 2018, 29–43 (soavtor Borut Škodlar). ---
-Multiple orientations within the worldviews in psychosis and mysticism : relevance for psychotherapy, ---
-Pozabljeni temenos : ontologija in eshatologija v arhaični grški misli, Ljubljana, 2015. ---
-Spiritual Adolf Hytrek in legenda o Gralovem gradu na Boču, Časopis za zgodovino in narodopisje, 89, 2018, zv. 1–2, 167–193 (soavtor Slavko Ciglenečki). ---